# Machhlishahr
Machhlishahr is een nagar panchayat (plaats) in het district Jaunpur van de Indiase staat Uttar Pradesh. 

## Demografie
Volgens de Indiase volkstelling van 2001 wonen er 22.943 mensen in Machhlishahr, waarvan 51% mannelijk en 49% vrouwelijk is. De plaats heeft een alfabetiseringsgraad van 57%. 